# Azul astra
Azul astra, azul de astra (também Azul Básico 140, C.I. 743516, número MDL MFCD00070974) é um composto químico pertencente ao grupo de corantes ftalocianina e é, entre outros, usado em microscopia para coloração em madeira quando a coloração das paredes celulares é necessária. Possui um cátion relacionado que é solúvel em água, que contém um átomo central de cobre. Azul de astra colore mucopolissacarídeos predominantemente ácidos.
Apresenta absorção máxima (λmax) a 606 nm.

## Aplicações
Azul de astra pode ser utilizado em conjunto com safranina em dupla coloração de preparações vegetais, com as paredes celulares lenhosas sendo coloridas de vermelho pela safranina, enquanto as paredes celulares não lenhosas sendo coloridas de azul pelo azul de astra. Na patologia e biologia celular, tem aplicação na coloração para distinguir mastócitos na mucosa e tecido conjuntivo, sendo ainda utilizado para exames de células de tumores.
Pode ser substituído em algumas aplicações pelo azul de alcião 8GS ou 8GX.